# Херкулесови стълбове
Херкулесовите стълбове (на латински: Columnae Herculis) е название, използвано в Античността за означение на височините от европейската и африканската страна на входа на Гибралтарския пролив, както и за поставените там, според митологията, от героя Херкулес пътни знаци, под формата на колони (или като скални натрупвания), които да отбелязват най-далечната позната (тогава) на гърците в западна посока географска точка. Отвъд Херкулесовите стълбове до разгрома му от Картаген се намират владенията на полиса Тартес.
Конкретизирането на Херкулесовите стълбове, като скали (съответно - и като места на предполагаемото поставяне на колоните) не е пълно. За Северната скала/стълб (откъм Европа) е установено, че това е т.нар. Гибралтарска скала (разположена в Гибралтар, владение на Великобритания). Относно южният стълб (откъм Северна Африка) има две мнения: че е крайното възвишение на планината Джебел-Муса в Мароко или че е планината Абила край Сеута, който град е владение на Испания.
Освен като стълбове, с гранично предназначение, Херкулесовите стъблове (скалите) са описвани и като геоложко дело лично на Херакъл (Херкулес), в легенди, които му приписват не само посещение на тези отдалечени кътчета на Средиземноморието, но й окончателното оформяне на връзката му с Атлантическия океан. В някои от тях, той пробива дупка в иначе затворен залив, а в други - стеснява протока.
На финикийците района около Гибралтар е бил известен, като Стълбовете на Мелкарт, а за колоните са вярвали, че са в храма му в Кадис.

## Символика
- Емблема на император Карл V в градската зала в Севиля.
- Герб на Испания с двете колони.
- Герб на Кадис.

- Печатът на град Сан Диего (Калифорния)
- Монумент в Гибралтар „Вратата на света“.